# Тегнер, Алиса

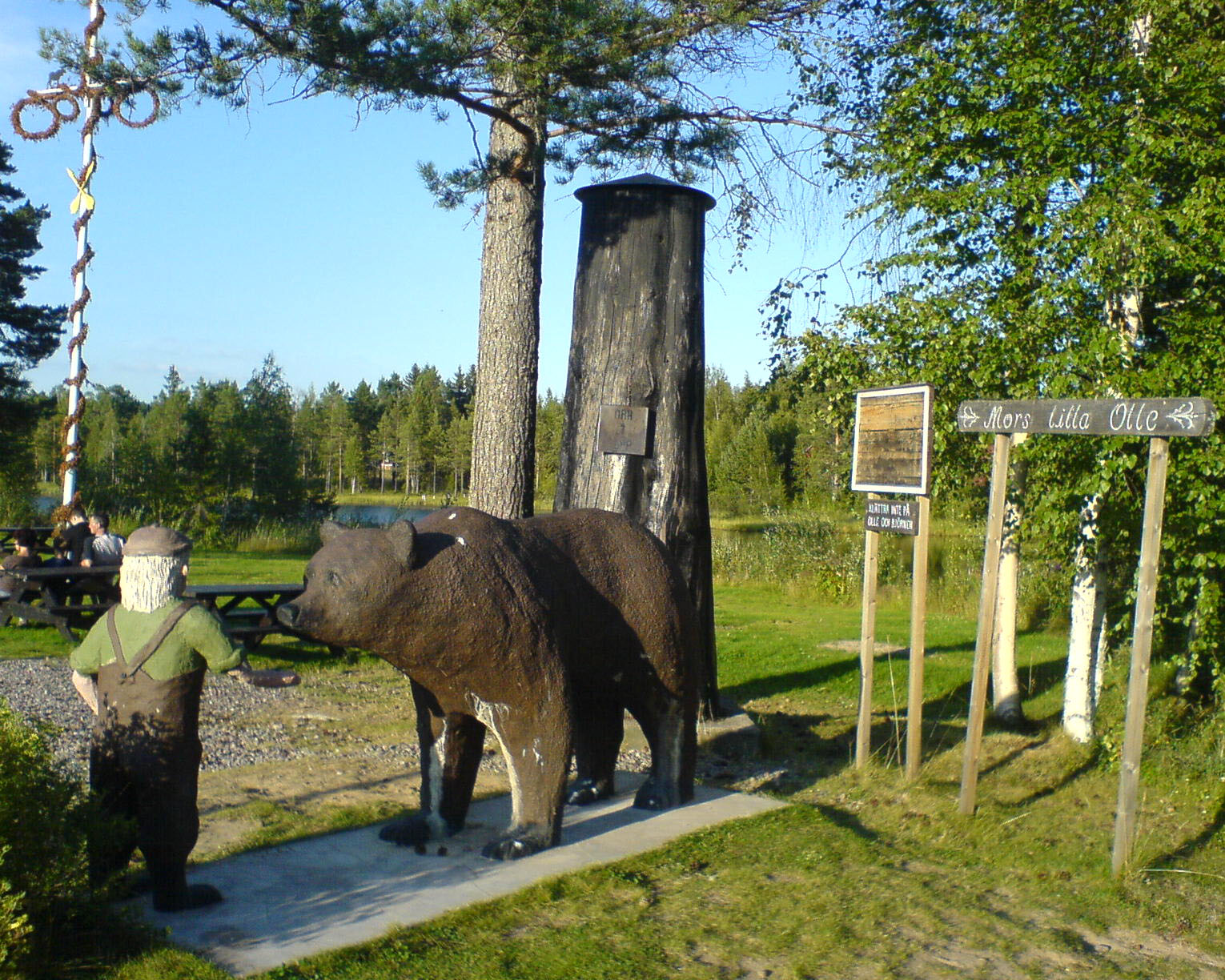
Деревянная скульптура по мотивам детской песни Алисы Тегнер «Мамин малыш Улле» (Mors lilla Olle). Окрестности посёлка ^{sv}Сана в лене Даларна

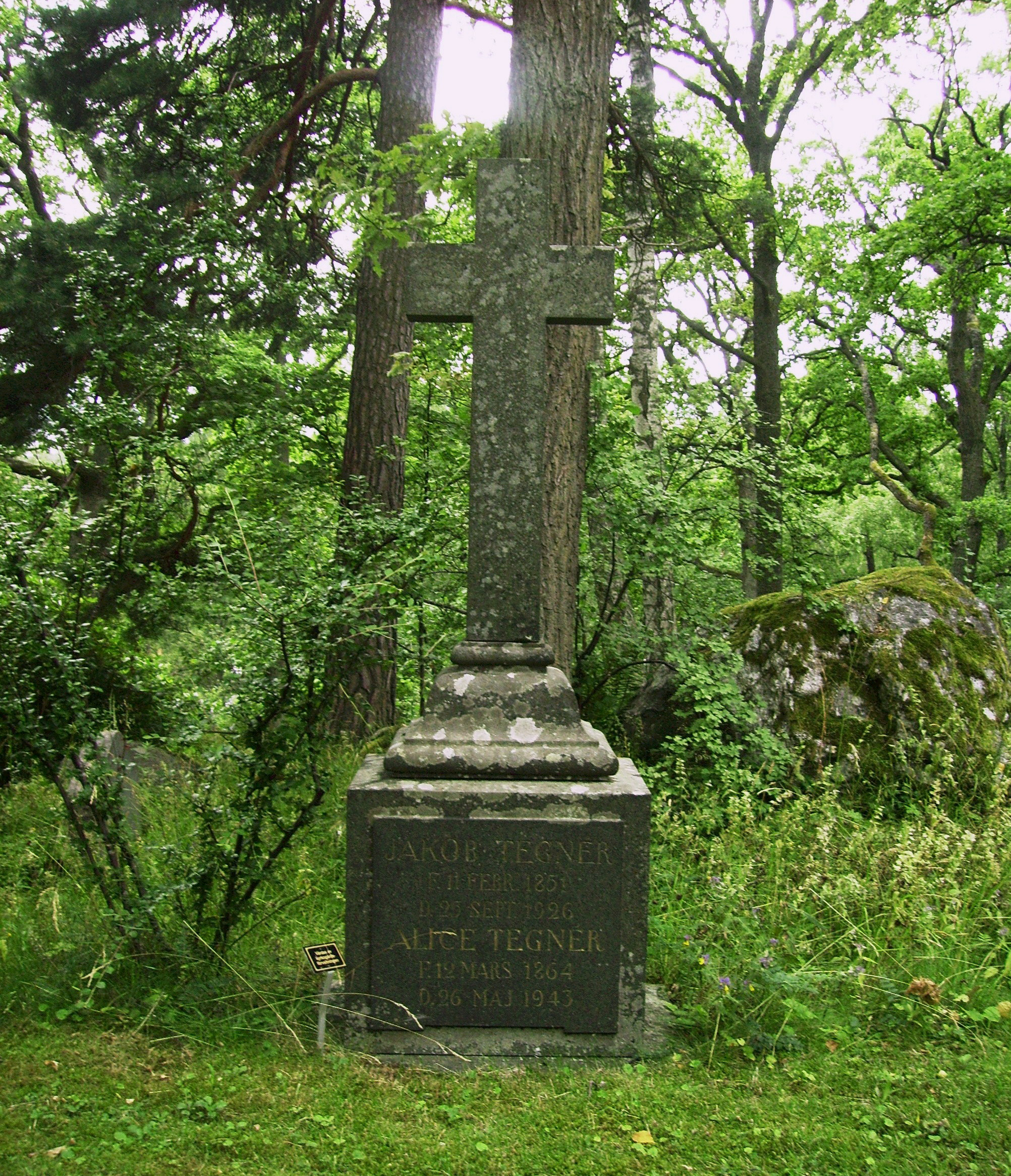
Могила Алисы Тегнер

Али́са Шарло́тта Тегне́р (швед. Alice Charlotta Tegnér; 12 марта 1864, Karlshamn church parish — 26 мая 1943, Энгельбрект, Стокгольмское обер-губернаторство) — шведский композитор, педагог и органист.

## Жизнеописание
Алиса Шарлотта родилась в семье морского капитана Эдуарда Сандстрёма (швед. Sandström) и его жены Софии. Она была вторым ребёнком после сестры Нанны, были ещё братья — Эдуард и Юн. Сестры не раз выбирались в путешествие по Балтийскому морю на отцовском корабле «Фалько». Отец любил музыку и держал пианино в своей каюте. Там Алиса и сочиняла свои первые мелодии. У неё был абсолютный музыкальный слух, и ещё ребёнком она начала брать уроки игры на клавишных инструментах у карлсхамнских органистов: сначала у Карла Фредрика Улльмана, а после — у его преемника, Теодора Вильгельма Сёдерберга. У Сандстрёмов не хватало средств на музыкальное образование дочери Алисы, поэтому она стала учительницей, окончив Стокгольмскую высшую учительскую семинарию.
Получив образование, Алиса поехала в Финляндию и год работала там гувернанткой. В 1884 году она учила детей книгоиздателя Франса Бейера (швед. Frans Beijer) в его стокгольмском доме и познакомилась с Якобом Тегнером (1851—1926) — сыном пастора Кристофера Тегнера и Эммы Софии, урождённой Чинберг. Якоб Тегнер был внуком Эсайаса Тегнера и родным братом Эсайаса Тегнера-младшего. Якоб и Алиса имели общие предпочтения — в частности, музыку. Они играли и пели вместе, а в 1885 году поженились. У них было два сына — Йёста (р. 1887) и svТорстен (1888—1977).
Якоб Тегнер работал окружным судьей, а впоследствии стал секретарём Верховного суда в Стокгольме. Также занимал должности секретаря Общества шведских издателей и редактора газеты Svenska Bokhandelstidningen.
В 1891 году чета Тегнеров переселилась в виллу в Юрсхольме. Алиса стала центральной фигурой музыкальной жизни в этом аристократическом дачном посёлке. Дома у Тегнеров пели детские песни Алисы, которые через приятелей их детей распространялись на весь Юрсхольм, а затем и на всю столицу. В 1892 году её издатель Фредрик Скуглунд выпустил в свет первый сборник песен Алисы Тегнер «Пой вместе с нами, мама!» (швед. Sjung med oss, Mamma!). В 1892—1934 годах вышло всего девять песенных сборников.
На шестидесятую годовщину автора в прессе опубликовали статьи о её творческой деятельности. На то время Тегнеры жили у озера Туллингешён к юго-западу от Стокгольма.
Алиса Тегнер учительствовала в Юрсхольмской средней школе. С 1898 года была кантором в Юрсхольмской часовне, где служил пастором Натаниель Бесков.
Семья Тегнеров провела много летних отпусков в местности Южный Луг (швед. Södra Äng), что в svУрмарюде — маленьком селе в Смоланде, между Несшё и svЭкшё. Там по желанию Алисы в 1897 году построили виллу «Сула» (швед. Villa Sola).

## Творчество
Алису Тегнер считают выдающимся автором шведских детских песен первой половины XX века. Она одна из первых в подобных произведениях подала перспективу видения самого ребёнка — так, как это делала Астрид Линдгрен в своих детских книжках. Произведения Алисы Тегнер и других авторов вышли в книге «Пой вместе с нами, мама!».
Кроме детских песен, Алиса Тегнер писала романсы, хоровые произведения — в частности кантаты, произведения для фортепиано и виолончели и скрипичные сонаты. Она не желала оставаться только детским композитором. Черпала вдохновение из шведского музыкального фольклора и творчества композиторов Феликса Мендельсона и Роберта Шумана.

## Награды и отличия
- 1914 год — Litteris et Artibus — королевская медаль, которой награждают «за выдающийся творческий вклад в музыку, сценическое искусство и литературу».
- 1926 год — Членство (кресло № 584) Шведской королевской музыкальной академии.
- 1929 год — Первая премия в конкурсе композиторов, организовала газета Idun.

## Фонд Алисы Тегнер
В 1940 году по случаю своего 75-летия Алиса Тегнер выделила средства для Шведского общества учителей начальной школы, которые стали основой Фонда Алисы Тегнер. Он материально способствует развитию вокального образования в начальных классах школ Швеции. Песенник «Споём» (швед. Nu ska vi sjunga) разработан по инициативе Алисы Тегнер и частично профинансирован за счет её фонда Эта книга вышла в 1943 году, её иллюстрировала Эльза Бесков.

## Признание
- В честь столетия со дня рождения Алисы Тегнер в 1964 году Карлсхамнская коммуна учредила стипендию её имени, которую выделяют культурным деятелям Карлсхамна[10]
- В связи с 50-летием со дня смерти композитора в 1993 учреждена Музыкальная премия имени Алисы Тегнер (25 000 крон), которая присуждается за выдающийся вклад в музыку для детей и в музыкальное образование детей. Премией награждают раз два года на фестивале «Дни Алисы Тегнер в Карлсхамне»[11]
- В 2006 году потомки композитора создали в Мальмё Общество Алисы Тегнер, которое способствует сохранению памяти о её жизни и творчестве[12]
- Именем Алисы Тегнер назван переулок — швед. Alice Tegnérs stig — в Сёдертелье и улицы — швед. Alice Tegnérs väg — в шведских городах Стокгольм, Ботчюрка, Сёдертелье и Карлсхамн
- Каждые два года в Карлсхамне организуют фестиваль «Дни Алисы Тегнер»

## Отдельные произведения

### Инструментальная музыка
- Courage, для фортепиано
- Madame X, для фортепиано
- Etude, Ess-dur, для фортепиано
- Etude (à la Chopin), для фортепиано
- Etude romantique, 1925, для фортепиано
- Sonat, для скрипки и фортепиано, 1901
- Långsam vals, 1923, для скрипки и фортепиано
- Melodi, для виолончели и фортепиано
- Romans, для виолончели и фортепиано
- Barnen dansa, для виолончели и фортепиано

### Вокальная музыка
Для конкурса авторских песен в народном стиле
- Hell, vårt land!, слова: Alice Tegnér
- Du svenska bygd, du hem i nord, слова: Birger Mörner
- Du ärorika fosterland, слова за: Bernhard Elis Malmström

#### Детские песни
- Akta skogen (слова: Disa Beijer)
- Asarumsdalen
- Barnen leka 'mamma och barn' (переводной текст)
- Baka kaka

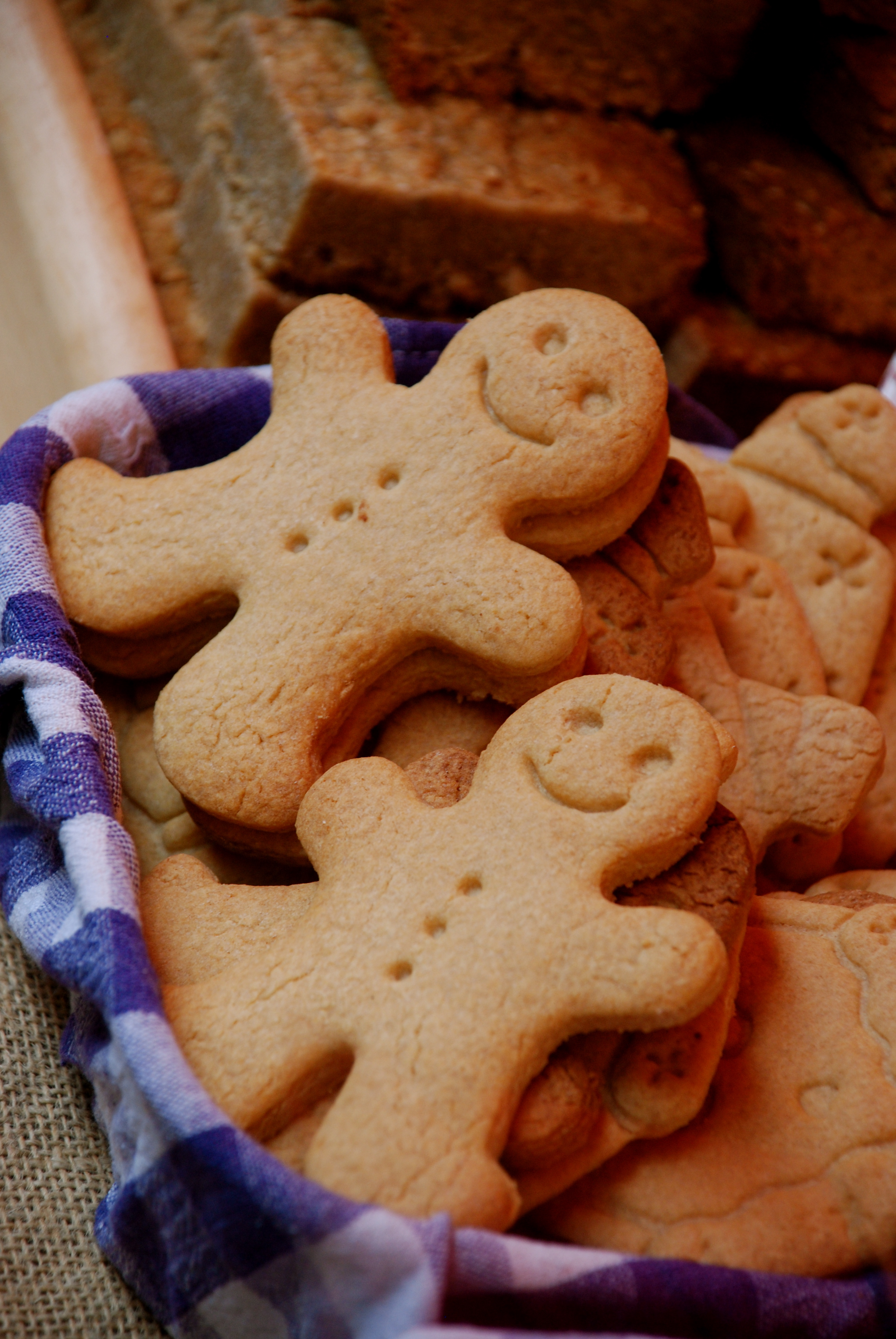
Натуральная иллюстрация к песне Алисы Тегнер «Три пряничных человечка» (Tre pepparkaksgubbar)

- Blåsippor (слова: Anna Maria Roos)
- Borgmästar Munthe
- Bä, bä, vita lamm
- Dansa min docka
- Danslåt (слова: Astrid Gullstrand)
- Ekorren (Ekorr’n satt i granen)
- Gud, som haver barnen kär
- Hemåt i regnväder (слова: Zacharias Topelius)
- I skogen
- Julbocken (sång)|Julbocken
- Katten och svansen
- Klockan tolv (слова: L. G. Sjöholm)
- Kring julgranen
- Lasse liten (слова: Zacharias Topelius)
- Majas visa («När Lillan kom till jorden»)
- Marschlek
- Mors lilla Olle (слова по мотивам стихотворения Stark i sin oskuld — Wilhelm von Braun)
- Mors namnsdag (слова: Paul Nilsson)
- Månaderna
- Skogsblommorna till barnen (слова: Elsa Beskow)
- Sockerbagaren
- Solvisa
- Solstrålen (слова: Anna Virgin)
- Tre pepparkaksgubbar (слова: Astrid Gullstrand)
- Tummeliten
- Ute blåser sommarvind
- Vart ska du gå (Vart ska du gå, min lilla flicka?)
- Videvisan (Sov, du lilla vide ung). Слова: Zacharias Topelius
- Årstiderna

#### Вокально-фортепианные произведения
- Betlehems stjärna (Gläns över sjö och strand). Слова: Viktor Rydberg
- Jag är så glad, att jag är svensk (слова: Paul Nilsson)
- Var är den vän, som överallt jag söker

#### Для женского хора
- Ave Maria
- Birgittahymnen (Ros, den himmelsk dagg bestänker), слова: Nicolaus Hermanni, перевод: Johan Bergman
- Du ringa stad
- Godnattsång
- Helige Ande
- I natten
- I skogen
- Julens gåva
- Julottan
- Kvällsång
- Lycksalighetens ö
- Min älskling
- O Betlehem
- O salve Regina
- Om natten
- Sköna klang
- Stjärnenatt
- Vid juletid

#### Для мужского хора
- Hembygdssång (Hell dig vår hembygd), посвящено мужскому хору в Бурео (швед. Bureå), слова: Karl Johan Åkerström
- En idrottssång (Blåser en vårvind i Sverige), слова: Karl-Erik Forsslund

#### Для смешанного хора
- Advent
- Betlehem
- Böljebyvals
- Dagg faller
- Ej med klagan
- En hymn till stjärnan
- Gör portarna höga
- Herren är min Herde
- Herren är mitt ljus
- Kvällssång
- Loven Gud i himmelsfröjd
- Loven Herren som i höjden bor
- Långfredagsmotett
- Min älskling
- Morgon och kväll
- Morgonsol och aftonstjärna
- O Betlehem
- Saliga
- Trettondagshymn (Mörker övertäcker jorden), 1898, для смешанного хора и органа
- Vad rätt du tänkt

#### Кантаты
- Kantat vid Anna Sandströms skolas femtioårsjubileum (Ännu i Humlegården)
- Kantat vid Börstils kyrkas invigning (Herre, giv vår längtan vingar!)
- Kantat vid invigningen af K.F.U.K:s byggnad 29.12.1907, (Gör portarna höga)
- Kantat vid invigningen av Östhammars kyrka 1925 (Allt är förgängligt)
- Kantat vid Kjellbergska skolans 100-årsjubileum 1935 (Ett sekels dagar svunnit)
- Kantat vid nyinvigningen av Lyceum för flickor i Stockholm 1939 (Sverige vår moder kära)
- Kantat vid Säbyholms-skolans (Sunnerdahls hemskolas) 25-års-fest 1936 (Vid sotig härd)